# Майкл Еммет Волш
Майкл Еммет Волш (англ. M. Emmet Walsh; 22 березня 1935 — 19 березня 2024) — американський комедійний актор відомий ролями балакучих, галасливих та неприємних людей.

## Біографія
Майкл Еммет Волш народився 22 березня 1935 року в місті Оґденсбург, штат Нью-Йорк. Мати — Агнес Кетрін Салліван, батько — Гаррі Моріс Волш. Його дід, батько і брат були митними службовцями на канадському кордоні. У три роки Майкл оглух на ліве вухо. Учився в коледжі університету Кларксон, потім у Американській академії драматичного мистецтва в Нью-Йорку.

## Кар'єра
У кіно і на телебаченні почав працювати з кінця 60-х років. У Голлівуді став відомий як сильний актор другого плану. Знімався у таких фільмах, як «Червоні» (1981), «Той, хто біжить по лезу» (1982), «Просто кров» (1984), «Зниклі безвісти» (1984), «Виховуючи Арізону» (1987), «Червоний скорпіон» (1988), «Альбіно Алігатор» (1996), «Дикий, дикий Вест» (1999), «Великий Стен» (2007). За роль приватного детектива Віссера в дебютному фільмі братів Коен «Просто кров» отримав премію «Незалежний дух».

## Фільмографія
| Рік       |    | Українська назва                     | Оригінальна назва                    | Роль                            |
| --------- | -- | ------------------------------------ | ------------------------------------ | ------------------------------- |
| 1968      | с  | Доктора                              | The Doctors                          | Джейсон Рендалл                 |
| 1969      | ф  | Опівнічний ковбой                    | Midnight Cowboy                      | пасажир у автобусі              |
| 1969      | ф  | Стилет                               | Stiletto                             | партнер у перегонах             |
| 1970      | ф  | Маленький великий чоловік            | Little Big Man                       | охоронець з дробовиком          |
| 1971      | ф  | Втеча з планети Мавп                 | Escape from the Planet of the Apes   | помічник                        |
| 1972      | ф  | У чому справа, Док?                  | What's Up, Doc?                      | офіцер                          |
| 1972      | ф  | Треба знати, де твій кролик          | Get to Know Your Rabbit              | містер Вендел                   |
| 1973      | ф  | Серпіко                              | Serpico                              | Галлахер                        |
| 1974      | с  | Макміллан і дружина                  | McMillan & Wife                      | співробітник Еймс               |
| 1975      | с  | Досьє детектива Рокфорда             | The Rockford Files                   | Едгар Берч                      |
| 1975      | с  | Волтони                              | The Waltons                          | Девід Флетчер                   |
| 1975      | ф  | В'язень Другої авеню                 | The Prisoner of Second Avenue        | Джо                             |
| 1976      | ф  | На шляху до слави                    | Bound for Glory                      | чоловік                         |
| 1976      | ф  | Торговці мареннями                   | Nickelodeon                          | Логан                           |
| 1976—1978 | с  | Старскі та Гатч                      | Starsky and Hutch                    | Фредді / Ллойд Герман Екворт    |
| 1977      | ф  | Аеропорт 77                          | Airport '77                          | доктор Вільямс                  |
| 1978      | тф | Супербудівля                         | Superdome                            | Вітлі                           |
| 1978      | ф  | Виправний термін                     | Straight Time                        | Ерл Френк                       |
| 1979      | тф | Немає іншої любові                   | No Other Love                        | ДеФранко                        |
| 1979      | ф  | Риба, яка врятувала Піттсбург        | The Fish That Saved Pittsburgh       | Воллі Кантрелл                  |
| 1979      | тф | Випадок на Френч-Атлантик            | The French Atlantic Affair           | Гаррі                           |
| 1980      | ф  | Брубейкер                            | Brubaker                             | Вудворд                         |
| 1980      | ф  | Звичайні люди                        | Ordinary People                      | тренер                          |
| 1981      | с  | Маленький дім у преріях              | Little House on the Prairie          | Каллахан                        |
| 1981      | ф  | Червоні                              | Reds                                 | доповідач                       |
| 1982      | ф  | Той, хто біжить по лезу              | Blade Runner                         | Брайант                         |
| 1983      | с  | ABC Спеціально після школи           | ABC Afterschool Specials             | Джо Лемпке                      |
| 1983      | ф  | Сілквуд                              | Silkwood                             | Волт Ярборо                     |
| 1984      | с  | Після MASH                           | After MASH                           | Преподобний Горн                |
| 1984      | ф  | Хрещений батько Гринвіч-Віллидж      | The Pope of Greenwich Village        | Бернс                           |
| 1984      | ф  | Грандвью, США                        | Grandview, U.S.A.                    | містер Кларк                    |
| 1984      | ф  | Просто кров                          | Blood Simple.                        | приватний детектив Лорен Віссер |
| 1984      | ф  | Зниклі безвісти                      | Missing in Action                    | Джек Такер                      |
| 1985      | ф  | Флетч                                | Fletch                               | доктор Джозеф Долан             |
| 1985      | с  | Зона сутінків                        | The Twilight Zone                    | Пітер                           |
| 1986      | с  | Автостопщик                          | The Hitchhiker                       | детектив Андерхилл              |
| 1986      | ф  | Найкращі часи                        | The Best of Times                    | Чарлі                           |
| 1986      | ф  | Зубастики                            | Critters                             | Гарв                            |
| 1986      | ф  | Дикі кішки                           | Wildcats                             | Волт Коус                       |
| 1986      | тф | Місце відпочинку                     | Resting Place                        | Серж                            |
| 1986      | ф  | Знову в школу                        | Back to School                       | тренер Тернбулл                 |
| 1986      | с  | Дивовижні історії                    | Amazing Stories                      | дідусь                          |
| 1987      | ф  | Виховуючи Арізону                    | Raising Arizona                      | Бендер, механічний цех          |
| 1987      | ф  | Гаррі і Гендерсони                   | Harry and the Hendersons             | Джордж Гендерсон старший        |
| 1988      | ф  | Захід                                | Sunset                               | шеф Марвін Дібнер               |
| 1988      | ф  | У тверезому розумі й твердій пам'яті | Clean and Sober                      | Річард Діркс                    |
| 1988      | ф  | Червоний скорпіон                    | Red Scorpion                         | Дьюї                            |
| 1989      | ф  | Гуркіт землі                         | Thunderground                        | Веджі                           |
| 1989      | ф  | Захід сонця: Притулок вампірів       | Sundown: The Vampire in Retreat      | Морт                            |
| 1989      | с  | Байки зі склепу                      | Tales from the Crypt                 | Йонас                           |
| 1990      | ф  | Вузька межа                          | Narrow Margin                        | сержант Домінік Бенті           |
| 1990      | с  | Флеш                                 | The Flash                            | Генрі Аллен                     |
| 1992      | ф  | Вигляд убивці                        | Killer Image                         | Джон Кейн                       |
| 1992      | ф  | Білі піски                           | White Sands                          | Берт Гібсон                     |
| 1993      | ф  | Випадкова музика                     | The Music of Chance                  | Келвін Меркс                    |
| 1994      | ф  | Фараони та Робберсони                | Cops and Robbersons                  | в титрах не вказаний            |
| 1994      | ф  | Скляний щит                          | The Glass Shield                     | детектив Джесс Халл             |
| 1994      | ф  | Загублений табір                     | Camp Nowhere                         | Т.Р. Полк                       |
| 1994      | тф | Можлива причина                      | Probable Cause                       | Седлер                          |
| 1995      | ф  | Пантера                              | Panther                              | Дорсетт                         |
| 1995      | ф  | Звільніть Віллі 2                    | Free Willy 2: The Adventure Home     | Білл Вілкокс                    |
| 1996      | с  | За межею можливого                   | The Outer Limits                     | Сенфорд Вейллі                  |
| 1996      | ф  | Портрети вбивці                      | Portraits of a Killer                | Реймонд Гаррісон                |
| 1996      | ф  | Час вбивати                          | A Time to Kill                       | доктор Віллард Тайрелл Басс     |
| 1996      | ф  | Альбіно Алігатор                     | Albino Alligator                     | Діно                            |
| 1996      | ф  | Ромео+Джульєта                       | Romeo + Juliet                       | Апрекар                         |
| 1996      | с  | Завтра настане сьогодні              | Early Edition                        | Санта                           |
| 1997      | ф  | Провал у часі                        | Retroactive                          | Сем                             |
| 1997      | ф  | Банка смерті                         | The Killing Jar                      | шериф Фолі                      |
| 1997      | ф  | Весілля мого найкращого друга        | My Best Friend's Wedding             | Джо О'Ніл                       |
| 1998      | тф | Люди в білому                        | Men in White                         | Стенлі Снайдер                  |
| 1999      | с  | Цілком таємно                        | The X Files                          | Артур Далес                     |
| 1999      | ф  | Дикий, дикий Вест                    | Wild Wild West                       | Колман                          |
| 1999      | мф | Сталевий гігант                      | The Iron Giant                       | Ерл Штутц                       |
| 1999      | мс | Дика сімейка Тонберів                | The Wild Thornberrys                 | Гемсбок 1                       |
| 1999      | ф  | Павутиння брехні                     | Random Hearts                        | Біллі                           |
| 2000      | с  | Поліція Нью-Йорка                    | NYPD Blue                            | доктор Джо Крофт                |
| 2001      | с  | Нічні бачення                        | Night Visions                        | Гус                             |
| 2001      | с  | Фрейзер                              | Frasier                              | Річ Кочнер                      |
| 2002      | ф  | Снігові пси                          | Snow Dogs                            | Джордж                          |
| 2002      | мс | Що нового, Скубі-Ду?                 | What's New, Scooby-Doo?              | Джеб                            |
| 2004      | ф  | Різдво з невдахами                   | Christmas with the Kranks            | Волт Шил                        |
| 2005      | ф  | Скажені перегони                     | Racing Stripes                       | Вудзі                           |
| 2007      | ф  | Великий Стен                         | Big Stan                             | Лью Поппер                      |
| 2008      | ф  | Тут — ваше ім'я                      | Your Name Here                       | Крогер                          |
| 2009      | ф  | Дон Маккей                           | Don McKay                            | Самуель                         |
| 2009      | ф  | Бунтівна юність                      | Youth in Revolt                      | містер Сондерс                  |
| 2010—2013 | мс | Цуценята з притулку № 17             | Pound Puppies                        | Олаф                            |
| 2012      | с  | Армійські дружини                    | Army Wives                           | Берні Воллчек                   |
| 2012—2015 | мс | Час пригод із Фіном і Джейком        | Adventure Time with Finn & Jake      | Космічна Сова                   |
| 2012      | ф  | Дивне життя Тімоті Гріна             | The Odd Life of Timothy Green        | дядя Баб                        |
| 2012      | ф  | Артур Ньюман                         | Arthur Newman                        | Зазек                           |
| 2012      | с  | Сутичка                              | Damages                              | Лайл Г'юз                       |
| 2014      | ф  | Голгофа                              | Calvary                              | письменник                      |
| 2015      | в  | Цар скорпіонів 4                     | The Scorpion King 4: Quest for Power | Горак                           |
| 2015      | с  | Імперія                              | Empire                               | Гарольд Блейклі                 |
| 2019      | ф  | Ножі наголо                          | Knives Out                           | містер Профрок                  |
| 2024      | ф  | Брати                                | Brothers                             | суддя                           |